# Бабичев, Анатолий Прокофьевич
Анатолий Прокофьевич Бабичев (28 февраля 1928 года, ст. Лихая, Ростовская область —  1 марта 2018 года, Ростовская область) — доктор технических наук, профессор, заслуженный деятель науки и техники РСФСР.

## Биография
Родился 28 февраля 1928 года в ст. Лихая Ростовской области. Проживал в Красносулинском районе (Лихой, Чернецов).
После окончания школы с пятнадцати лет начал свою трудовую деятельность, в 1943—1945 годах работал токарем пятого разряда в паровозном депо станции Лихая.
В 1945 году поступил в Ростовский авиационный техникум, который окончил в 1949 году.
Затем в 1949—1954 годах продолжил обучение в Московском Всесоюзном заочном политехническом институте.
Служил в Советской Армии (1950—1953), в войсковой части 02914, (Гвардейский Краснознамённый Бежицкий полк), воинское звание — гвардии сержант.
В 1953 году окончил физико-математический факультет Уссурийского педагогического института.
После службы в армии в 1953—1961 годах работал на заводе «Росвертол» конструктором, мастером, технологом, начальником КТБ, начальником цеха. Дальше продолжил свою трудовую деятельность в Ростове-на-Дону на НИТМ: заведующий лабораторией, начальник отдела механической обработки (1961—1968).
Защитил кандидатскую и докторскую диссертации, с 1961 года — кандидат технических наук, с 1977 года — доктор технических наук, профессор.
С 1968 года работал в Ростовском институте сельскохозяйственного машиностроения (Донском государственном техническом университете): старший преподаватель, доцент, профессор, в 1973—1993 годах — заведующий кафедрой, декан факультета технологии машиностроения.
Автор более 500 научных работ, 11 монографий, подготовил шесть докторов наук и более 60 кандидатов наук.
Основатель научной школы «Вибротехнология», член диссертационного совета, директор НИИ «Вибротехнология», почётный профессор Донского государственного технического университета, Орловского государственного университета, Полтавского, Винницкого и Харьковского национальных технических университетов (Украина), действительный член Американского химического общества (ACS).
Заслуженный деятель науки и техники РСФСР (1991), Почётный работник высшего профессионального образования Российской Федерации.  Награждён тремя правительственными наградами РФ и золотой медалью Международного общества инженеров-технологов (SME, 2004, USA).
Умер 1 марта 2018 года.
Сочинения:
- Вибрационные станки для обработки деталей / А. П. Бабичев, В. Б. Трунин, Ю. М. Самодумский, В. П. Устинов. - Москва : Машиностроение, 1984. - 168 с. : ил.; 21 см. - 7000 экз.
- Наладка и эксплуатация станков для вибрационной обработки / [А. П. Бабичев, Т. Н. Рысева, В. А. Самадуров, М. А. Тамаркин]. - М. : 1988 г. ISBN 5-217-00228-X 9400 экз.
- Основы вибрационной технологии : [монография] / А. П. Бабичев, И. А. Бабичев ; Федеральное агентство по образованию, Гос. образовательное учреждение высш. проф. образования Донской гос. технический ун-т. - Изд. 2-е, перераб. и доп. - Ростов-на-Дону : Изд. центр ДГТУ, 2008. - 693 с. : ил., табл.; 21 см.; ISBN 978-5-7890-0472-2
- Справочник инженера-технолога в машиностроении / Бабичев А. П. [и др.]. - Ростов-на-Дону : Феникс, 2006 (Ростов н/Д : Книга). - 541, [1] с. : ил., табл.; 21 см. - (Справочник).; ISBN 5-222-08796-4
- Физико-технологические основы методов обработки : учеб. пособие для студентов вузов, обучающихся по направлению подгот. дипломир. специалистов "Конструкт.-технол. обеспечение машиностроит. пр-в" / М-во образования Рос. Федерации, Дон. гос. техн. ун-т ; [А. П. Бабичев и др.] ; под ред. А. П. Бабичева. - Ростов н/Д : Изд. центр ДГТУ, 2003 (Издат. центр Полигр. предприятия ДГТУ). - 429 с. : ил.; 20 см.; ISBN 5-7890-0284-6
- Теория вероятностей в решении технологических задач (на примере вибрационной обработки в гранулированных средах) [Текст] : учебное пособие / [А. П. Бабичев и др.] ; М-во образования и науки Российской Федерации, Федеральное гос. бюджетное образовательное учреждение высш. проф. образования "Донской гос. технический ун-т". - Ростов-на-Дону : Изд. центр ДГТУ, 2013. - 125 с. : ил.; 21 см.; ISBN 978-5-78-90-0854-6
- Применение вибрационных технологий на операциях отделочно-зачистной обработки деталей [Текст] : (очистка, мойка, удаление облоя и заусенцев, обработка кромок) / [А. П. Бабичев и др.] ; под ред. А. П. Бабичева ; Федеральное агентство по образованию, Гос. образовательное учреждение высш. проф. образования "Донской гос. технический ун-т". - Ростов-на-Дону : Изд. центр ДГТУ, 2010. - 287 с. : ил., табл.; 21 см.; ISBN 978-5-7890-0580-4
- Инструментальное обеспечение процессов обработки деталей в гранулированных средах [Текст] / [А. П. Бабичев и др.] ; под ред. А. П. Бабичева ; М-во образования и науки Российской Федерации, Федеральное гос. бюджетное образовательное учреждение высш. проф. образования "Донской гос. технический ун-т". - Ростов-на-Дону : Изд. центр ДГТУ, 2011. - 266 с. : ил., табл.; 21 см.; ISBN 978-5-7890-0644-3
- Вибрационная механохимия в процессах отделочно-упрочняющей обработки и покрытий деталей [Текст] : [монография] / [А. П. Бабичев и др.] ; под ред. А. П. Бабичева ; М-во образования и науки Российской Федерации, Федеральное гос. бюджетное образовательное учреждение высш. проф. образования "Донской гос. технический ун-т". - Ростов-на-Дону : ДГТУ, 2012. - 203 с. : ил., табл.; 21 см.; ISBN 978-5-7890-0702-0